# エスエムイーレコーズ
エスエムイーレコーズ（SME Records）は、ソニー・ミュージックレーベルズの社内レコードレーベルであり、レーベル名"SME"は"Sony Music Entertainment"の略称である。
本レーベルはロックバンド、アイドルからソロアーティストまで、多数のミュージシャンの発掘・プロデュースを手掛ける。なお、以前はアニメソング等を主に歌唱するアーティストも多く所属していたが、2017年4月1日に設立された新レーベル「SACRA MUSIC」へ移動した。
キャッチフレーズは「よい音楽を、より永く」。
本レーベルは、1998年にSMEのメインレーベルであるSony Records（後のソニー・ミュージックレコーズ）の派生レーベルとして発足した。レーベル発足に際し、旧Sony Records所属の浜田省吾・奥田民生・久保田利伸・槇原敬之・岸谷香等がレーベル移動、Sony Recordsの洋楽部門も移管しエアロスミスやマライア・キャリー等のアーティストを擁した。
それから3年後の2001年10月1日には、分社化されたSMRに属するレーベルとなり、洋楽部門は新設されたソニー・ミュージックジャパンインターナショナルへ移管される事となった。さらにその後の2003年4月1日にはソニーミュージックグループ再編事業の一環により、"SME Records"に関わる営業・事業を分割し、新たに設立された新会社に移行する形で独立した。2014年（平成26年）4月1日以降は、ソニー・ミュージックレーベルズ（SML）の社内レーベルに属する。なお法人格としてのSMLは旧SMRのため、元のSMR（ → SML）のレーベルに戻った事になった。
SMR独立前の商品番号はSony Recordsレーベルと同じSR○Lであったが、独立後にSE○Lに変更となった。
2002年（平成14年）から2005年（平成17年）まで、「HIT THE SPOT」というプレミアムライブを行っていた。

## 沿革
- 1998年（平成10年） - Sony Recordsの派生レーベルとして設立。
- 2002年（平成14年）9月1日 - 新CI導入。
- 2003年（平成15年）4月1日 - 株式会社エスエムイーレコーズ（SME Records Inc.）としてレーベルを分離し設立。洋楽部門は新設されたソニー・ミュージックジャパンインターナショナルへ移管。
- 2004年（平成16年）
  - 11月 - レーベルゲートCDから撤退。
  - 同月 - 着うたフルの配信開始。
- 2006年（平成18年）11月 - Blu-ray Discの発売開始。
- 2008年（平成20年）12月 - ブルースペックCDの発売開始。
- 2014年（平成26年）4月1日 - ソニー・ミュージックレコーズがレーベルビジネスグループの7社を吸収合併し、株式会社ソニー・ミュージックレーベルズが発足[4]。エスエムイーレコーズは同社の社内レーベルとなり、元のソニー・ミュージックレコーズ（ → ソニー・ミュージックレーベルズ）のレーベルに戻った。
- 2015年（平成27年）6月 - 同社内レーベルのデフスターレコーズを吸収合併。デフスターレコーズの機能は、エスエムイーレコーズ内に新たに発足された制作3部へと移管される。
- 2017年（平成29年）4月1日 - アニメソング系アーティストが新レーベルSACRA MUSICへ移管する。

## レーベル
- SME Records（メインレーベル）
- Clearwater（浜田省吾のプライベートレーベル）
- GOLD SWEAT（久保田利伸の海外用プライベートレーベル）
- 月面着陸計画（tuki.のプライベートレーベル）

## 所属アーティスト
- ASTERISM（2023年 - ）
- 足立佳奈（2017年 - ）
- Anonymouz（2022年 - ）
- idom（2022年 - ）
- 梅田サイファー（2023年 - ）[注釈 1]
- 岡崎体育（2016年 - ）
- 尾崎裕哉（2020年 - ）
- 押尾コータロー（2006年 - ）
- 岸谷香（2006年 - ）
- 久保田利伸（1998年 - 2006年、2010年 - ）[注釈 2]
- ザ・リーサルウェポンズ（2020年 - ）
- 私立恵比寿中学（2015年 - ）
- Skoop On Somebody（1998年 - ）[注釈 3]
- SixTONES（2020年 - ）
- DATS（2018年 - ）
- w.o.d.（2023年 - ）
- tuki.（2025年 - ）
- DEPAPEPE（2005年 - ）
- tripleS（2024年 - ）[5]
- 堂本剛[6]（2024年 - ）
- 中島健人（2024年 - ）
- 中嶋ユキノ（2016年 - ）
- 西野カナ（2008年 - 2019年[注釈 4]・2024年 - ）
- 橋本裕太（2017年 - ）
- 浜田省吾（1998年 - ）
- PiKi（2025年 - ）
- BLUE ENCOUNT（2023年 - ）（キューンミュージックから移動）
- ポルノグラフィティ（1999年 - ）
- マハラージャン（2021年 - ）
- milet（2019年 - ）
- 米津玄師（2019年 - ）
- Reol（2022年 - ）

## かつて所属していたアーティスト
- I WiSH（2003年 - 2005年3月解散）
- AKIRA（2014年 - 2016年）
- あゆみくりかまき（2016年 - 2021年）
- Underbair（2015年）
- OUTLAW（2004年 - 2006年4月解散）
- 藍井エイル（2011年 - 2016年活動休止。2018年の活動再開後SACRA MUSIC）
- アデオス×アデージョ（2006年）
- Alice（2010年 - 2013年）
- 伊沢麻未（2005年 - 2007年）
- Who-ya Extended（2022年11月よりSACRA MUSIC）
- wiz-us（2007年）（インディーズで活動中）
- ecosystem（2011年 - 2014年12月解散）
- 榎本くるみ（2003年）（2006年にフォーライフミュージックエンタテインメントへ移籍）
- Aimer（2016年 - 2021年）（2021年9月よりSACRA MUSIC）
- ELISA（2013年 - 2016年）（2017年よりSACRA MUSIC[3]）
- 大森洋平（1999年 - 2004年）（インディーズで活動中）
- 奥田民生（1998年 - 2008年）（SME系列のキューンミュージック（Ki/oon Music）に移動）
  - O.P.KING（2003年）
  - THE BAND HAS NO NAME（2005年）
  - 井上陽水奥田民生（2005年 - 2007年）
  - UNICORN（1987年 - 1993年発表作品の再発・リマスター・BOX・トリビュートのみ）
- kazami（2000年 - 2006年）（契約終了）
- 活水中学・高等学校吹奏楽部（2016年）
- 加藤郁子（2004年）
- 加藤夏希 as 辻脇美紀 featuring アテネジェネレーション（2003年）
- kamin（2019年 - 2020年）
- Kalafina（2008年 - 2017年）（同年4月よりSACRA MUSIC）（2019年3月解散）
- Galileo Galilei（2010年 - 2017年）
- GARNiDELiA（2015年 - 2016年）（2017年よりSACRA MUSIC）
- 北出菜奈（2003年 - 2009年10月契約終了）
- KRUD（2002年 - 2003年）
- ClariS（2010年 - 2017年）（同年4月よりSACRA MUSIC[3]）
- KELUN（2007年 - 2009年10月活動休止）
- ココナッツ娘。（1999年 - 2000年）
- ghostnote（2008年 - 2012年）
- 佐香智久（2012年 - 2016年）（2017年よりSACRA MUSIC）
- 佐々木希（2010年 - 2012年）
- 紗蘭（2016年）
- SunSet Swish（2006年 - 2011年2月活動休止）
- サンプラザ中野＆ハッピーモーニング（2003年）
- the chef cooks me（2006年 - 2009年）
- SIAM SHADE（1998年 - 2010年）
  - DAITA（2002年 - 2003年）
  - Vivian Or Kazuma（2003年）
- supreme sound recreation（2007年 - 2008年10月活動休止）
- シュノーケル（2005年 - 2010年3月活動休止。2014年の活動再開後はインディーズで活動）
- jamzvillage（2003年 - 2004年）
- スキップカウズ（1998年 - 1999年）
- ステファニー（2007年 - 2009年）
- STGM（ステゴマ）（2008年）（インディーズで活動中）
- Strawberry JAM（2000年 - 2004年4月活動休止）
- 精華女子高等学校吹奏楽部（2014年）
- SOUL'd OUT（2003年 - 2014年7月解散）
  - Diggy-MO'（2008年 - 2014年、2018年 - ）
  - EdgePlayer（2009年 - 2010年）
- sona（2004年 - 2007年活動休止）
- 瀧川ありさ（2015年 - 2021年）
- 高田梢枝（2004年 - 2007年活動休止）
- 巧（小出恵介） with シュアリー･スターズ（2010年）
- tacica（2008年 - 2022年）
- 武田梨奈（2009年活動休止）
- 多和田えみ（2008年 - 2021年）
- CHEESE CAKE（現：MOSHIMO）（2013年 - 2015年）
- 千織（2006年 - 2007年）
- CHAKA（1999年）（SME Recordsにて、シングル及びベストアルバムをリリース。現在は安則眞実名義でヴィレッジミュージックに移動。)
- 千綿ヒデノリ（1998年）
- dicot（2001年 - 2004年解散）
  - 花奈
- 10,000 Promises.（2004年 - 2005年）（2007年3月プロジェクト終了）
- TEMPURA KIDZ（2013年 - 2015年）
- 通山愛里（2004年）
- TRI4TH
- 9nine（2010年 - 2019年活動休止）
- TRA（2005年 - 2007年活動休止）
- noelle（2008年 - 2009年）
- Bird Bear Hare and Fish（2018年 - 2019年）
  - warbear（2017年）
- HIGH and MIGHTY COLOR（2005年 - 2009年）（SPICE RECORDSへ移籍）
- 初田悦子（2009年）
- 原田潤（2005年）
- 春奈るな（2012年 - 2017年）（同年4月よりSACRA MUSIC）
- Bamboo Flute Orchestra（2016年 - 2018年）
- Beat Buddy Boi（2015年 - 2017年）
- ピクソン（2015年）
- P.I.MONSTER（2001年 - 2005年1月解散）
- Bean Bag（2004年 - 2005年）
- Vivian or Kazuma（2003年）
- 火曜飛（2004年 - 2006年）
- 藤岡藤巻（2006年 - 2007年）
- プリンセス プリンセス（2012年）（1年間限定の再結成時のみ）
- PlayZ（2009年 - 2010年）
- PENGUIN RESEARCH（2016年 - 2017年）（同年4月からSACRA MUSIC[3]）
- 星村麻衣（2007年 - 2009年5月契約終了）
- 槇原敬之（ワーナーミュージック・ジャパン → SME（Sony Records → SME Records。1997年 - 1999年まで所属） → ワーナーミュージック・ジャパン → EMIミュージック・ジャパン → J-more、現在は個人レーベルBuppuレーベルに在籍。）
- 松田聖子（1999年）（SME Recordsからベスト・アルバムを1枚リリース。後に、同SME傘下のSMR移動に伴い、CBS・ソニー〜Sony Records時代の音源もSMRに移行された。）
- 町本絵里（2006年 - 2007年）
- Mass Alert（マサラー）（2009年 - 2010年活動休止）
- MAD CATZ（2008年）（コロムビアミュージックエンタテインメントへ移籍、2009年末解散。現・NMB48・山本彩は、元MAD CATZメンバー）
- MIO（1999年 - 2002年）
- MR.ORANGE（2001年 - 2002年）
- Michelle143（2002年 - 2003年）（インディーズで活動中）
- MEN☆SOUL（2007年 - 2008年）（インディーズで活動中）
- mol-74（2019年 - 2022年）（現在はインディーズで活動中）
- 安田レイ（2013年 - 2023年）（同年7月よりSACRA MUSIC）
- 山下智久（2018年[7] - 2020年）
- 山下優太郎（2022年 - 2023年）
- UNIONE（2016年 - 2022年）
- ライムライト（2006年 - 2008年）
- LAREINE（1998年 - 2002年）
- ЯeaL（2016年 - 2020年）
  - 名無（Namu）（2020年）[注釈 5]
- Ray of Light（2002年）
- Rude-α（2019年 - 2021年）
- 麗奈（2022年 - 2023年）
- redballoon（2006年 - 2008年）（インディーズで活動中）
- REBECCA（1999年・2002年）
- ROLLY（1999年）（SME Recordsでシングルリリース。SonyMusic公式サイトのアーティスト紹介のURLにも『SMER』と表記されている。）

## コンピレーション・アルバム／サウンドトラック
| 発売日                      | タイトル                                                                            | 規格品番                      |
| --------------------------- | ----------------------------------------------------------------------------------- | ----------------------------- |
| 2003年7月24日               | OVER THE MONOCHROME RAINBOW ORIGINAL SOUNDTRACK                                     | SECL-12                       |
| 2003年8月20日               | 大奥 オリジナル・サウンドトラック                                                   | SECL-20                       |
| 2003年11月27日              | 「共犯者」オリジナルサウンドトラック                                                | SECL-48                       |
| 2004年2月25日               | SOUL TREE〜a musical tribute to toshinobu kubota〜                                  | SECL-66 SECL-233              |
| 2004年3月24日 2005年7月27日 | "BLUE" A TRIBUTE TO YUTAKA OZAKI                                                    | SECL-67 SECL-234              |
| 2004年3月24日 2005年7月27日 | "GREEN" A TRIBUTE TO YUTAKA OZAKI                                                   | SECL-68 SECL-235              |
| 2004年10月6日               | 「1リットルの涙」オリジナル・サウンドトラック                                       | SECL-239                      |
| 2004年12月1日               | 「一番大切な人は誰ですか?」オリジナル・サウンドトラック                             | SECL-138                      |
| 2004年12月15日              | After The Night A Tribute To YUTAKA OZAKI (DVD)                                     | SEBL-28                       |
| 2005年2月23日               | Deep Love ドラマ版 アユの物語 オリジナル・サウンドトラック                          | SECL-146                      |
| 2005年3月24日               | Deep Love ホスト オリジナル・サウンドトラック                                       | SECL-147                      |
| 2005年3月24日               | We Dance Classics vol.1                                                             | SECL-155                      |
| 2005年6月22日               | 「anego [アネゴ]」オリジナル・サウンドトラック                                      | SECL-207                      |
| 2005年10月26日              | カスタムメイド10.30 オリジナル・サウンドトラック                                    | SECL-268                      |
| 2005年11月2日               | 映画「同じ月を見ている」 オリジナル・サウンドトラック                               | SECL-269                      |
| 2005年12月7日               | 「今夜ひとりのベッドで」オリジナル・サウンドトラック                                | SECL-274                      |
| 2006年3月8日                | 14プリンセス 〜PRINCESS PRINCESS CHILDREN〜                                         | SECL-351                      |
| 2006年5月10日               | 陽気なギャングが地球を回す オリジナル・サウンドトラック                             | SECL-387                      |
| 2006年5月24日               | 映画「キャッチ ア ウェーブ」オリジナル・サウンドトラック                            | SECL-412                      |
| 2006年7月12日               | 絵日記と紙芝居 村下孝蔵トリビュートアルバム                                         | SECL-414                      |
| 2007年2月14日               | 「エクステ」オリジナル・サウンドトラック                                            | SECL-475                      |
| 2007年6月20日               | キサラギ オリジナル・サウンドトラック                                               | SECL-511                      |
| 2007年9月19日               | GUITAR PARADISE                                                                     | SECL-532                      |
| 2007年10月03日              | 「黒帯」オリジナル・サウンドトラック                                                | SECL-534                      |
| 2007年10月24日              | ユニコーン・トリビュート                                                            | SECL-561                      |
| 2007年10月24日              | 奥田民生・カバーズ                                                                  | SECL-563                      |
| 2008年2月6日                | マリア・カラス最後の恋 オリジナル・サウンドトラック                                 | SECC-1                        |
| 2008年2月20日               | 奈緒子 オリジナル・サウンドトラック                                                 | SECL-625                      |
| 2008年8月6日                | Girls 盆踊り                                                                        | SECL-658                      |
| 2008年8月6日                | A SIDE SPLIT Vol.2 〜water field〜                                                  | SECL-661                      |
| 2008年10月1日               | Around40 〜アラフォー〜                                                             | SECL-700                      |
| 2008年11月5日               | A SIDE SPLIT Vol.4 〜sunrize field〜                                                | SECL-705                      |
| 2009年1月14日               | 映画「プライド」オリジナル・サウンドトラック                                        | SECL-731                      |
| 2009年1月28日               | アニメ映画「チョコレート・アンダーグラウンド」オリジナル・サウンドトラック          | SECL-745                      |
| 2009年5月27日               | 映画「ハイキック・ガール!」オリジナル・サウンドトラック                             | SECL-776                      |
| 2009年6月17日               | Around40 〜サマフォー〜                                                             | SECL-782                      |
| 2009年8月26日               | 「歴史秘話ヒストリア」オリジナル・サウンドトラック                                  | SECL-778                      |
| 2009年11月4日               | Around40 〜バラフォー〜                                                             | SECL-819                      |
| 2009年12月9日               | GUNDAM UNPLUGGED 〜アコギ de ガンダム A.C. 2009〜                                   | SECL-20009                    |
| 2010年2月3日                | 「食堂かたつむり」オリジナル・サウンドトラック                                      | SECL-813                      |
| 2011年4月13日               | 「歴史秘話 ヒストリア」オリジナル・サウンドトラック 2                               | SECL-962                      |
| 2012年3月21日               | ドリームボーカリスト                                                                | SECL-1084 SECL-1086           |
| 2012年4月25日               | ケラ! ソン 〜KERA SONGS 13th Anniversary Collection〜                               | SECL-1117 SECL-1119           |
| 2013年3月6日                | ユニコーン・トリビュート                                                            | SECL-30001                    |
| 2013年3月6日                | 奥田民生・カバーズ                                                                  | SECL-30003                    |
| 2014年2月19日               | 「歴史秘話 ヒストリア」オリジナル・サウンドトラック 3                               | SECL-1463                     |
| 2014年6月18日               | 連続テレビ小説 「花子とアン」 オリジナル・サウンドトラック                          | SECL-1514                     |
| 2014年9月17日               | 連続テレビ小説 「花子とアン」 オリジナル・サウンドトラック2                         | SECL-1576                     |
| 2015年1月14日               | AGAIN everlasting dream 映画『アゲイン 28年目の甲子園』オリジナル・サウンドトラック | SECL-1627                     |
| 2015年1月28日               | 連続テレビ小説 「花子とアン」 オリジナル・サウンドトラック3 〜完結編〜              | SECL-1631                     |
| 2016年1月20日               | TVアニメ「ポケットモンスターXY&Z」キャラソンプロジェクト集 Vol.1                    | SECL-1830 SECL-1832           |
| 2016年10月26日              | TVアニメ「ポケットモンスターXY&Z」キャラソンプロジェクト集 Vol.2 -総集編-           | SECL-2056 SECL-2058 SECL-2060 |
| 2016年10月26日              | 機動戦士ガンダムユニコーン RE:0096 COMPLETE BEST                                    | SECL-2051                     |